# Creux de Genthod
Pour les articles homonymes, voir Creux.
Le Creux-de-Genthod est une localité qui fait partie de la commune de Genthod, dans le canton de Genève, en Suisse.
La baie du Creux-de-Genthod, occupée dès l'époque néolithique, offre un port abrité et un accès au lac. Sur ce lieu est implantée l'ancienne maison de Saussure.

## Le lieu
Le site est occupé depuis le néolithique. À proximité, sur une butte aujourd'hui disparue, des sépultures et des objets (en terre cuite mais aussi en pierre ollaire) ont été trouvés. Des fouilles plus systématiques ont été effectuées en 1927, et en 1955-1959. Au XVIIIe siècle, la baie du Creux-de-Genthod est un point d'accostage pour les barques à voiles du Lac Léman qui longent la côte, leur offrant un abri de la bise. Un stand de tir y est également dressé à l’intention des grenadiers et arquebusiers genevois. Une petite blanchisserie et un cabaret jouxtent la demeure appartenant à la famille de Saussure. Au XIXe siècle, ce petit port de Genthod accueille un chantier naval.

## Le patrimoine bâti

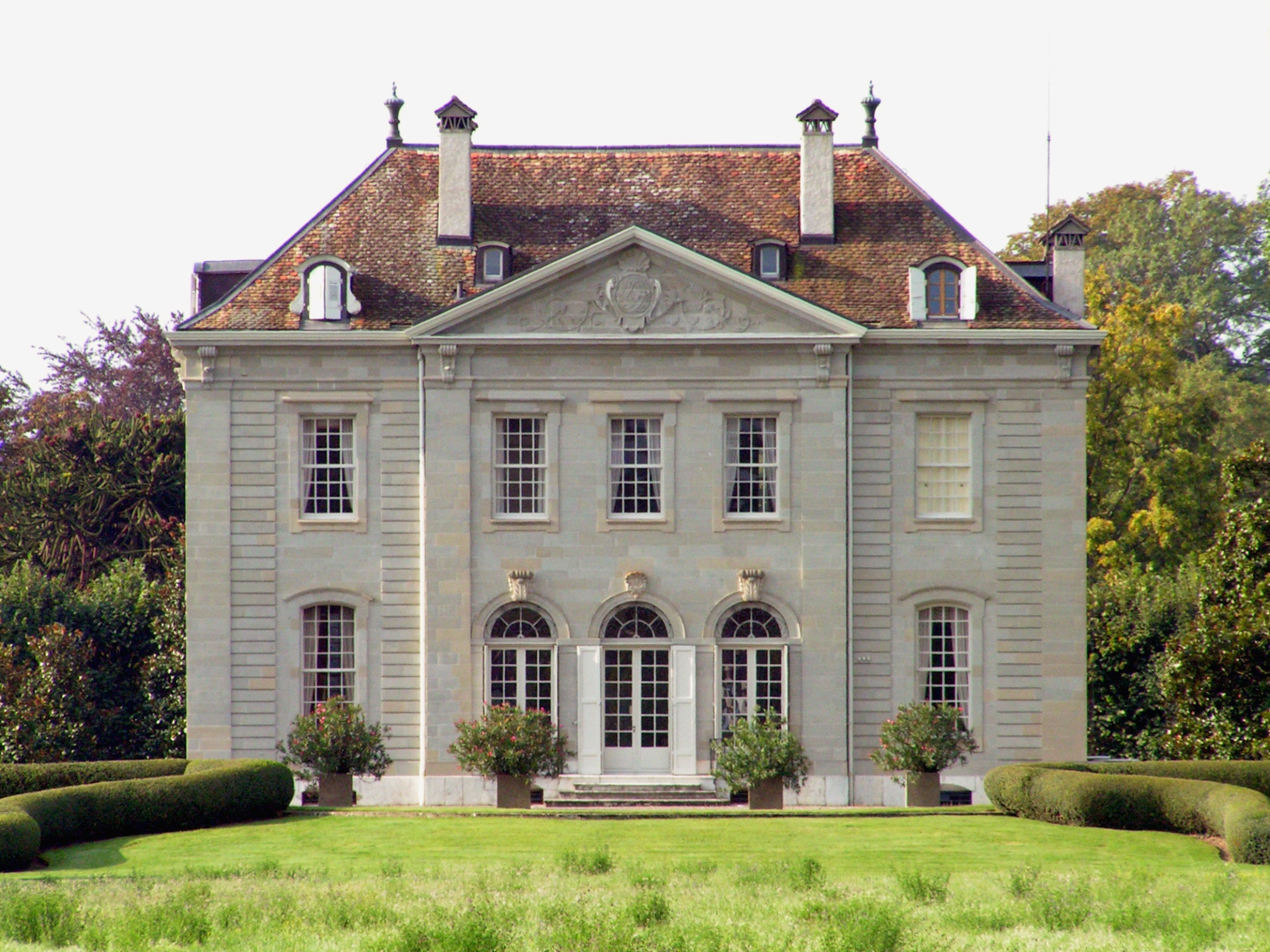
Campagne du Creux-de-Genthod. Ancienne maison de Saussure (route du Creux-de-Genthod 13-21)

L'ancienne maison de Saussure est une grande demeure, construite entre 1724 et 1730 pour le pasteur Ami Lullin sur des plans de l'architecte français Jean-François Blondel, accompagnée de jardins dessinés par le même concepteur. Cette architecture très linéaire présente une façade principale de composition tripartite, sommée d'un fronton triangulaire aux armes de Saussure et Boissier, propriétaires dès 1765. Ont participé à ce chantier l'ingénieur Gabriel Bernard et les maîtres maçons Jacques Favre, Jean David Billon et Antoine Gibot. Le décor des façades a été sculpté par Johann-Friedrich Funk et Karl Christoph Haag. L'intérieur a été complètement transformé en 1943 et le jardin potager côté lac redessinés en 1949 par l'architecte paysagiste anglais Russell Page pour les industriels André et Jean Firmenich,.
Cette propriété figure sur la liste des biens culturels d'importance nationale,,.